# Jan Nejedlý
Jan Nejedlý ( Žebrák, 23 de abril de 1776- Praga,  31 de diciembre de 1834) fue un abogado checo, filólogo y escritor del renacimiento nacional . 

## Vida
Fue el hermano menor de Vojtěch Nejedlý y miembro de la escuela de poesía de Antonín Jaroslav Puchmajer asumió el cargo de František Martin Pelcl, presidente de lengua y literatura checas en la Universidad de Charles en Praga después de completar sus estudios en la escuela de gramática escolapia de Praga en 1801. En 1803 recibió su doctorado en derecho. 
En 1809 fue nombrado abogado estatal y miembro del consejo imperial, y desde entonces se ocupó principalmente de su rentable bufete de abogados. A medida que la nueva generación de patriotas creció alrededor de Josef Jungmann, se puso del lado de los opositores conservadores. Finalmente ralentizó el renacimiento checo y retrasó el desarrollo posterior de la lengua y literatura checas. 

## Obra
Nejedly escribió un libro de gramática del idioma checo ( Practical Bohemian Grammar ), publicó la revista Hlasatel český, en la que famosos autores checos publicaron sus obras. También escribió poemas, epigramas, artículos periodísticos y trabajó como traductor. Entre otras cosas, tradujo obras del griego (La Iliada de Homero ), francés, inglés y alemán. 